# Казали Насио (Торино)
Казали Насио је насеље у Италији у округу Торино, региону Пијемонт.
Према процени из 2011. у насељу је живело 49 становника. Насеље се налази на надморској висини од 277 м.